# De Vergulde Engel

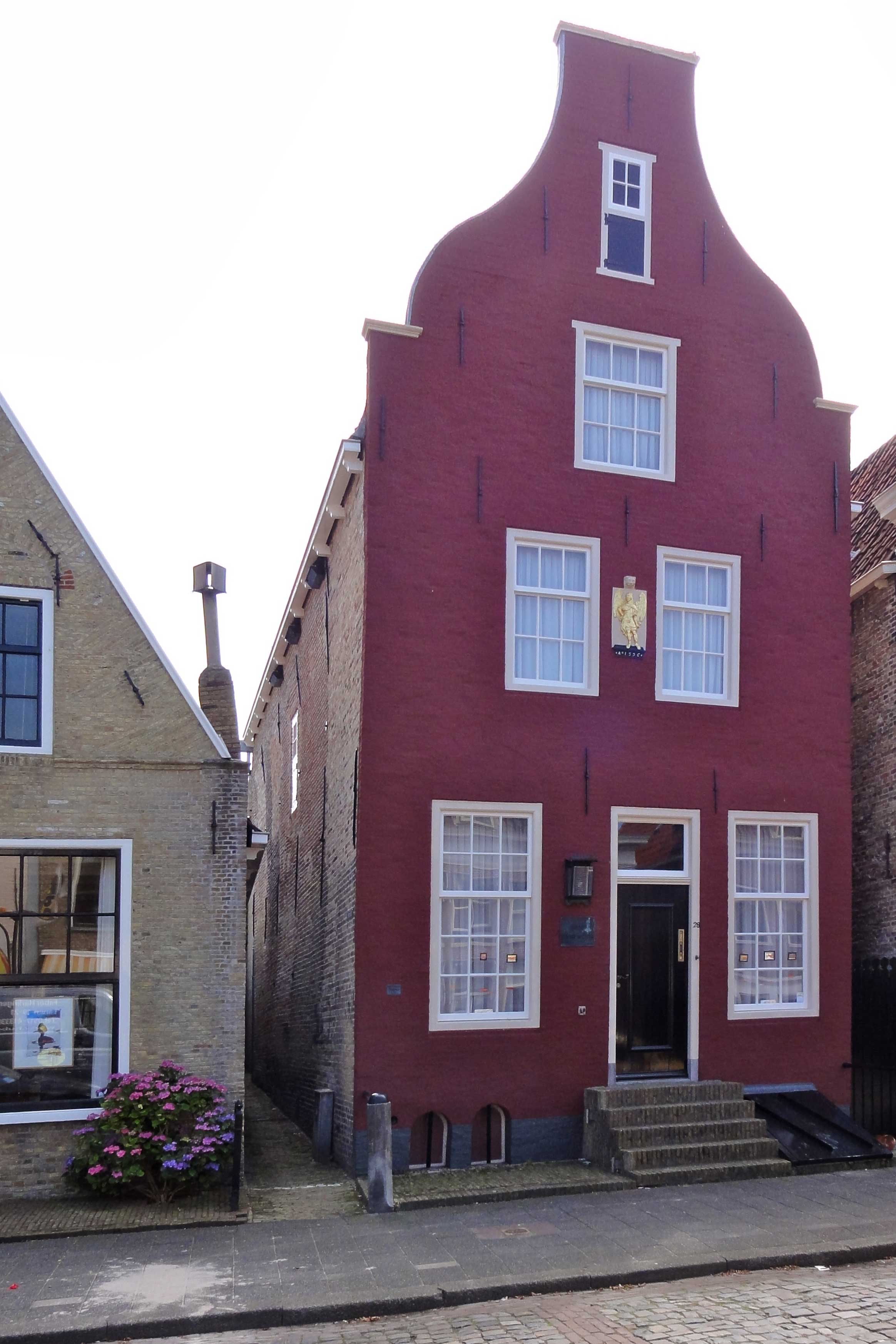
Het pand aan de Lanen 28 anno 2011

De Vergulde Engel (ook De Gouden Engel) aan de Lanen 28 is een monumentaal pand in Harlingen in de Nederlandse provincie Friesland.

## Geschiedenis

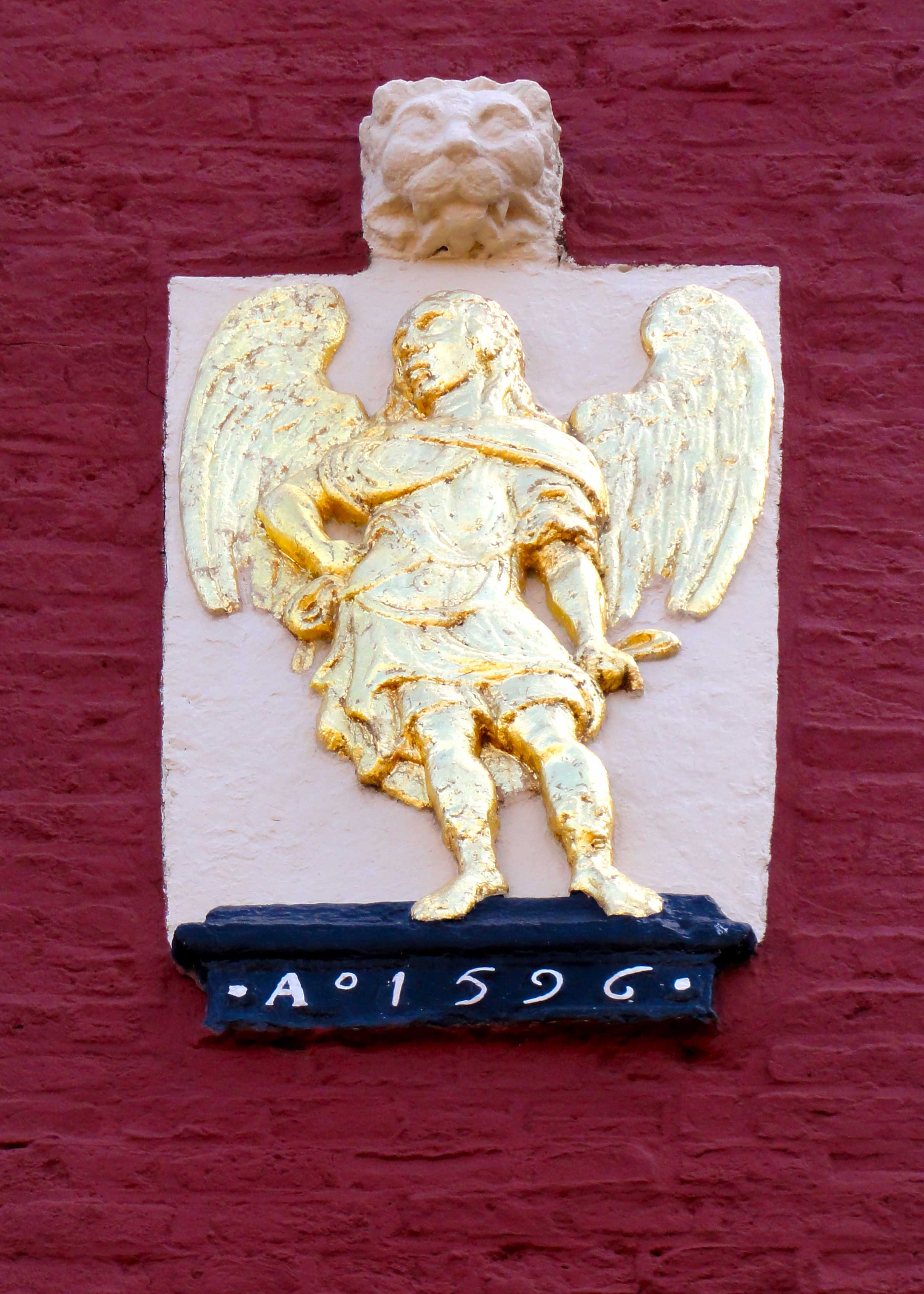
De gevelsteen met de vergulde engel

Het pand aan de Lanen 28 in Harlingen is het oudste bakstenen huis van de stad. De woning dateert uit de 16e eeuw. De gevelsteen met de vergulde engel bevat het jaartal 1596. Het is een afbeelding van de aartsengel Michaël, de beschermheilige van de stad Harlingen. Het hoge smalle pand onder een zadeldak heeft een ojiefvormige geveltop. Het gebouw doet dienst als logegebouw "Deugd en IJver" van de Vrijmetselarij.
Het pand is erkend als rijksmonument.